# Patrick Feurstein
Patrick Feurstein (ur. 1 grudnia 1996 w Mellau) – austriacki narciarz alpejski.

## Kariera
Po raz pierwszy na arenie międzynarodowej pojawił się 6 grudnia 2011 roku podczas zawodów FIS Race w austriackim Neustift. Zajął tam 66. miejsce slalomie. Debiut w Pucharze Świata zanotował 19 grudnia 2018 roku, kiedy to w Saalbach-Hinterglemm nie ukończył pierwszego przejazdu w gigancie. Pierwsze pucharowe punkty zdobył 14 listopada 2021 roku w Lech, gdzie w gigancie równoległym zajął 29. miejsce. Na podium zawodów tego cyklu pierwszy raz stanął 14 grudnia 2024 roku w Val d’Isère, kończąc rywalizację w gigancie na drugiej pozycji. Rozdzielił tam Szwajcara Marco Odermatta i  swego rodaka Stefana Brennsteinera.
Wystartował na mistrzostwach świata w Saalbach w 2025 roku, gdzie zajął 16. miejsce w gigancie.

## Osiągnięcia

### Mistrzostwa świata
| Miejsce | Dzień     | Rok  | Miejscowość | Konkurencja | Czas biegu | Strata | Zwycięzca      |
| ------- | --------- | ---- | ----------- | ----------- | ---------- | ------ | -------------- |
| 16.     | 14 lutego | 2025 | Saalbach    | Gigant      | 2:39,71    | +1,58  | Raphael Haaser |

### Puchar Świata

#### Miejsca w klasyfikacji generalnej
- sezon 2021/2022: 63.
- sezon 2022/2023: 81.
- sezon 2023/2024: 86.
- sezon 2024/2025:

#### Miejsca na podium
1. Val d’Isère – 14 grudnia 2024 (gigant) – 2. miejsce